# Jezioro Graniczne (Równina Torzymska)
Jezioro Graniczne – jezioro okresowo odpływowe typu linowo-szczupakowego w Polsce, położone w województwie lubuskim, w powiecie krośnieńskim, w gminie Maszewo, niedaleko miejscowości Lubogoszcz.

## Opis
Według regionalizacji fizycznogeograficznej Polski jezioro znajduje się na Równinie Torzymskiej.
Jest to płytki, silnie zeutrofizowany zbiornik wodny. Na jeziorze gospodaruje Polski Związek Wędkarski Okręg w Zielonej Górze.

## Hydronimia
Według urzędowego spisu opracowanego przez Komisję Nazw Miejscowości i Obiektów Fizjograficznych (KNMiOF) nazwa tego jeziora to Jezioro Graniczne. W różnych publikacjach i na mapach topograficznych jezioro to występuje pod nazwą Granica.

## Morfometria
Powierzchnia zwierciadła wody według różnych źródeł wynosi od 45,0 ha do 46,2 ha.
Zwierciadło wody położone jest na wysokości 52,3 m n.p.m. lub 53,2 m n.p.m. Średnia głębokość jeziora wynosi 1,2 m, natomiast głębokość maksymalna 2,4 m lub 2,5 m.